# Sloanea lepida
Sloanea lepida är en tvåhjärtbladig växtart som beskrevs av C. Tirel. Sloanea lepida ingår i släktet Sloanea och familjen Elaeocarpaceae. Inga underarter finns listade i Catalogue of Life.